# Papež Pij VIII.
Papež Pij VIII., rojen kot Francesco Saverio Maria Felice Castiglioni, italijanski rimskokatoliški duhovnik, škof in kardinal, * 20. november 1761, Cingoli, † 30. november 1830.
Papež in vladar Papeške države je bil med letoma 1829 in 1830.

## Življenjepis

### Družina in mladost
Papež Pij VIII. se je rodil kot Francesco Saverio Maria Felice Castiglioni v plemiški družini langobardskega porekla rodom iz Milana dne 20. novembra 1761 v kraju Cingoli, v soteskah Macerate, 
kot tretji od osmih otrok (in drugi sin).
Oba starša sta se ponašala s predniki v cerkveni službi, med katerimi sta kazala ponosno tudi na dva papeža: on na svetega samotarja Celestina V., ona pa na tridentinskega prenovitelja Pija. V. . Družina je gojila verske, pa tudi kulturne vrednote; njihova podedovana in obogatena knjižnica je vsebovala zlasti pomembna teološka, pravna in znanstvena dela. Prvo izobrazbo sta mu oskrbela stric duhovnik in učitelj: njegov oče se je med drugim tako navdušil za zbiranje starega denarja, kar je nadaljeval tudi sin, da so ga klicali kar za »numizmatičnega papeža«. 

#### Šolanje
Leta 1773 je vstopil v osimski zavod Campana, namenjen plemiškim otrokom, med katerimi je bil tudi papež Leon XII.. 26. decembra 1774 je prejel nižje redove, vendar se kot radoveden in živahen mladenič ni mogel prilagoditi (pre)strogemu dnevnemu redu. Zato so ga oktobra 1776 starši prepisali na Collegio pontificio Montalto di Bologna;
  tam sta večja odprtost in prostost ustrezali mladeničevemu vsestranskemu razvoju.

### Cerkvena pot
Po študiju modroslovja je vpisal pravo ter se pod vplivom jezuitov -  italijanskega spirituala Borsettija in mehiškega teologa-kanonista E.M. Yturriaga, ki sta ga navdušila za pobožnost do Srca Jezusovega, odločil oktobra 1782 za vstop v bogoslovje. 5. aprila 1783 je v Bologni prejel subdiakonat, 20. decembra diakonat, a 17. decembra 1785 v Rimu mašniško posvečenje. Svoje poslanstvo je razumel kot obrambo papeževega prvenstva in širjenje katolištva. 
Kljub namišljeni vsevednosti takratnega razsvetljenstva in svobodomiselni zanesenosti revolucije je takratno nepopustljivo katoliško polemično apologetiko uspeval blažiti s svojim krotkim značajem in prirojeno strpnostjo meneč, da je treba napako ali zablodo raje popravljati s sredstvi apostolata kot pa jo izganjati z uničujočimi obsodbami. Tega načela se je zvesto držal tudi pozneje kot škof in papež.
Francesco Saverio je torej poleg teologije študiral tudi pravo v Bologni in postal doktor civilnega in kanonskega prava. Postal je tajnik komisije za izvajanje sklepov Pistojske sinode (1786). Nato je opravljal službo generalnega vikarja v raznih škofijah, dokler ni bil končno imenovan za stolnega prošta v rojstnem kraju Cingoli.

#### Škof na treh mestih
11. avgusta 1800 je bil imenovan za škofa Montalta; 17. avgusta istega leta je prejel škofovsko posvečenje. 
Ker je 1808 zavrnil prisego francoski proticerkveno usmerjeni državi, ga je okupator Napoleon dal zapreti. Pij VII. ga je po osvoboditvi 8. marca 1816 imenoval za kardinala-duhovnika pri Santa Maria in Traspontina, kjer je bil umeščen 29. aprila istega leta. Istočasno je bil postavljen za škofa v Ceseni, ki je tako dobila naziv „mesto treh papežev”. Tu sta se namreč rodila tudi papež Pij VI. ter papež Pij VII.. Med Napoleonovimi vojnami so Francozi v Ceseni oropali veliko samostanov in cerkva.
1821 ga je papež prestavil za škofa v Frascati. Papež in državni tajnik kardinal Consalvi sta njegovo delo zelo cenila. 4. avgusta 1821 je postal uslužbenec Rimske kurije in 13. avgusta istega leta je bil imenovan za kardinala-škofa podmestne škofije Frascatija. 14. novembra 1821 je postal prefekt Rimske kurije.

## Papež
Že leta 1823 je veljal za glavnega kandidata liberalnejše smeri med kardinali, po smrti Leona XII. pa so ga za papeža izvolili 31. marca 1829. in 5. aprila istega leta je bil kronan in umeščen na sedež svetega Petra. Iz hvaležnosti, ki jo je čutil do svojega največjega dobrotnika Pija VII. si je izbral ime Pij VIII..
Učeni in pobožni mož je pokazal dovolj širine za vsa pereča cerkvena vprašanja. Posvetil se je urejanju odnosov s Francijo in nekaterimi drugimi (zlasti nemškimi) državami, podprl je gospodarsko in socialno dejavnost v cerkveni državi, predvsem pa si je prizadeval za poglobitev vere nasproti naraščajoči verski ravnodušnosti. 

### Dela
- »Documenta Catholica Omnia« (v latinščini). Cooperatorum Veritatis Societas. Pridobljeno 6. decembra 2011.

#### Okrožnici
Traditi humilitati
V svojem kratkem papeževanju je papež Pij VIII. izdal pravzaprav le eno okrožnico in sicer »Traditi humilitati« z nadevkom 24. maj 1829. V njej navaja kot glavne vzroke za propadanje vernosti ter političnega in družbenega reda: 
1. ravnodušnost v verskih zadevah,
2. širjenje bibličnih družb,
3. napadanje svetosti zakonske zveze ter
4. nasprotovanje cerkvenim dogmam in cerkveni ureditvi. Za to zadnje obtožuje zlasti tajna združenja kot prostozidarje. Njihov vpliv na mladino po njegovem mnenju predstavlja nevarnost za prihodnost, ki bo prinesla nove družbene in verske pretrese. [14]

Pontifikat Pija VIII. je bil najkrajši v 19. stoletju. Njegovo kratko papeštvo je bilo priča doseženi katoliški enakopravnosti v Veliki Britaniji leta 1829, ki jo je pozdravil, in julijski revoluciji v Franciji leta 1830, ki jo je nerad sprejel.
Litteris altero abhinc
Pija VIII. je znan po njegovih predpisih glede na poroke med katoličani in protestanti v okrožnici oziroma brevu iz leta 1830 Litteris altero abhinc, v katerem je izjavil, da je zakon lahko pravilno blagoslovljen le, če zakonca upoštevata določbe, ki so zagotavljale vzgojo otrok v katoliški veri. 
Dne 25. marca 1830 je torej Pij VIII. objavil pismo (breve) »Litteris altero abhinc«, v katerem je izjavil, da lahko Cerkev blagoslovi mešani zakon med katoličanom in protestantkinjo samo, če so dane ustrezne obljube glede katoliške vzgoje otrok; sicer naj župnik omogoči le preprost obred tako, da le pasivno sodeluje. Pod njegovim naslednikom je ta zadeva postala vzrok spora v Prusiji med škofi in vlado.

#### Evropske novice
Aprila 1829 je bil v Angliji sprejet zakon o katoliški emancipaciji, ki je katoličanom omogočil sedenje v parlamentu in opravljanje javnih služb. Že njegov predhodnik Leon XII. se je zelo zanimal za pravice katoličanov, vendar ni dočakal javnega priznanja. 
Papeževi zadnji meseci so bili težavni ne le zaradi bolezni, ki so ga mučile, ampak tudi zaradi preskušenj, ki so zadevale katoličane po svetu. V Franciji je izbruhnila julijska revolucija in kralj je moral pobegniti, na prestolu pa ga je nasledila mlajša orléanska veja. Papež je z obotavljanjem priznal novo vladavino na nagovarjanje svojega modrega tajnika Consalvija. 

### Navedek
"È questo un impegno del Nostro ministero, a Noi affidato nella persona di San Pietro per divino incarico dello stesso Fondatore della Chiesa; per esso, a Noi compete pascere, guidare, governare non solamente gli agnelli, ossia il popolo cristiano, ma anche le pecore, ossia i Vescovi" (italijanski izvirnik)

"To je zaveza naše službe, ki nam je zaupana v osebi sv. Petra po božanskem naročilu samega ustanovitelja Cerkve; kajti na nas je, da pasemo, vodimo, upravljamo ne le jagnjeta, tj. krščansko ljudstvo, ampak tudi ovce, tj. škofe" (slovenski prevod)

## Smrt in spomin

### Bolezen
Začenši od izvolitve je bil Pij VIII. krhkega zdravja. Ko so ga izvolili, je že bil hudo bolan, skoraj hrom. Že veliko prej – 1782 – se ga je namreč lotil kronični herpes, ki mu je sledila še druga bolezen, ki ga je spremljala skozi vse življenje: oboje je prenašal z občudovanja vredno asketsko potrpežljivostjo.
V začetku novembra 1830 je hudo zbolel: pojavile so se mu rane na vratu in kolenu, medtem ko so mu celotno telo prekrili čiri, kar je zdravnikom uspelo pozdraviti do 15. novembra. 23. novembra pa ga je bolezen znova napadla; naslednje tri noči je imel težave z dihanjem, 28. novembra pa je prejel sveto popotnico (spoved in obhajilo) in pozneje istega večera ob 21.30 še bolniško maziljenje.

### Smrt in govorice
V njegovem času so se tajna društva pod vplivom prostozidarjev razmahnila; hujskali so podložnike k prevratu. »Zdelo se je, da so po vsej Evropi, - tako Chantrel, - nastopili žalostni dnevi prekucije – ko je Pij nepričakovano umrl. V Franciji je vse vrelo, padali so iz ene v drugo mrzlico. Pojavile so se herezije, ki so družbi grozile z revolucijo. Nemčija, Poljska, Belgija in Španija so bile vznemirjene; v Italiji se je revolucija razširila iz Bologne v Papeški državi vse do vrat Rima.«
Bolezen je hudo izčrpala njegove telesne sile; po nekaj napadih astme je padel v kratko agonijo in umrl 30. novembra 1830 v starosti 69 let v Kvirinalski palači v Rimu. 
Nekatere nejasne okoliščine njegove "nenadne" smrti so sprožile domneve, češ, da je bil Pij VIII. zastrupljen; vendar ni bilo najdenih nobenih dokazov, ki bi potrdili ta sum.. 
Knez Chigi, papežev sodobnik in častni zastopnik na papeškem dvoru, je zapisal v dnevnik 2. decembra 1830: »V razrezi papeževega trupla sinoči smo našli drob popolnoma zdrav; opazili smo nekaj slabosti na pljučih. Drugi pravijo, da je bilo nekaj oslabelosti srca; Ostane torej, da zvemo, od katere bolezni je umrl.« Te besede so nekateri razlagali kot namig, da je obstajala zarota; vendar večina virov tega niti ne omenja.
Kardinal Camillo Di Pietro je imel pogrebni nagovor za pokojnega papeža, preden so kardinali vstopili v konklave, da bi izbrali naslednika. Pija VIII. je nasledil papež Gregor XVI..

### Spomin

#### »Vir religiosus«
Malahijeva prerokba imenuje papeža Pija VIII. »Vir religiosus« - »Pobožen, veren mož«. Po eni strani je bil veren in pobožen dušni pastir, ki je v svoji edini okrožnici zavračal tisto, kar je po njegovem mnenju pomenilo nevarnost za vero. Tako prepričanje je izpovedoval tudi že prej. Po drugi strani pa izvajajo pomen prerokbe iz besedne igre glede imena: »pius« = »pobožen«.
To geslo povezujejo torej z izbiro papeškega imena Pius (latinsko Vir religiosus; angleško Religious man); v slovenskem prevodu veren, pobožen, „bogaboječ“, ali pa z dejstvom, da ni bil prvi papež iz te verne družine, ki je dala Cerkvi skozi zgodovino že tretjega papeža.

#### Bellijev Pij VIII.
Obstaja pesnik, ki je priložnostno sestavljal sonete - med drugim tudi o papežih. To je Jožef Belli, ki je v polnem pomenu besede pravi rimski pesnik: rojen in umrl v Rimu, dolgo živel in deloval v Rimu, velikanska zbirka njegovih v rimščini pisanih sonetov pa se tudi imenuje Rimski sonetje (Sonetti Romaneschi).
Njegovi soneti so bili pogosto satirični in surovo proticerkveni; v njih je na primer kardinale opredelil kot »pasje razbojnike«; ali pa papeža Gregorja XVI. kot nekoga, ki smatra »Rim za svojo osebno gostilno«; za drugega papeža je menil, da ne dela drugega, kot da samo je in pije in gleda skozi okno na svojo posest. S takim svobodomiselnim mišljenjem se je »okužil« v Milanu, kjer so ideje francoske revolucije našle plodno tlo.
Kljub temu, da se neotesano norčuje iz tega, drugih papežev in cerkvenih ter posvetnih veljakov, je Belli ohranil skozi celo življenje Cerkvi naklonjeno miselnost. Med uporom, ki je povzročil odpravo Papeške države in vzpostavitev Rimske republike leta 1849, je odločno zagovarjal pravice papeža. Iz te pesnikove duhovne razklanosti lahko razumemo, kako da je stara leta preživljal zagrenjeno in samotno. 
V tem divjem sonetu, napisanem dan po belem dimu (1. aprila 1829), nam pesnik Belli v rimščini neusmiljeno podaja grozen portret Pija VIII. – izredno natančen, vendar pesniško hudo pretiran. Ne upoštevajoč njegovih prikupnih duhovnih vrlin, se Bellijev čopič ustavi le pri papeževih zoprnih zunanjih pomanjkljivostih: z nekaj rezkimi besedami ovekoveči Pija VIII. s številnimi telesnimi hibami: povsod luskavica, brezzob, enook, z negotovimi nogami, ki jih vleče za seboj, ko hodi držeč glavo postrani (zaradi hudih bolečin, ki mu jih je povzročal od herpesa napadeni vrat). Piko na i postavi v sonetu neusmiljena pripomba navadnega človeka: 
»Mhm! za papeža so kardinali izbrali grdega, nerodnega velikana...« 
Belli je pač pesnik nasprotij: po eni strani v svojih narečnih pesmih posmehljivo in celo prostaško govori o vladajoči gospodi, tudi o papežih in škrlatnikih – po drugi strani pa služi prav tem s tankočutno vestnostjo in zvestobo celo v najtežjih okoliščinah. V vsakem primeru nam pa ti verzi odkrivajo življenje in izražanje takratnega prostaka v Papeški državi
| Giuseppe Gioachino Belli: Pio ottavo (rimščina) | Giuseppe Gioachino Belli: Pio Ottavo (italijanski prevod) | Jožef Joahim Belli: Pij Osmi (slovenski prevod, Stebunik) |
| --- | --- | --- |
| Che ffior de Papa, creeno! Accidenti! Co’ rrispetto de lui pare er Cacamme. Bbella galanteria da tate e mmamme Pe ffà bbóbo a li fijji impertinenti! Ha un èrpeto pe’ ttutto, nun tiè ddenti, È gguercio, je strascineno le gamme, Spènnola da una parte, e bbuggiaramme Si arriva a ffà la pacchia a li parenti. Guarda llì cche ffigura da vienicce A ffà da Crist’in terra! C.... matto Imbottito de carne de sarcicce! Disse bbene la serva de l’orefisce Quanno lo vedde in chiesa: “Uhm! cianno fatto un gran brutto strucchione de Pontefisce„. 1 aprile 1829 | Che fior di Papa hanno creato! Accidenti! Con rispetto per lui sembra il Cacamme Bell' atteggiamento da padri e madri che vogliano spaventare i figli impertinenti! Ha un erpete dapertutto, non ha denti, è cieco da un occhio, cammina trascinando le gambe, pende da una parte e scommetto che non farà in tempo ad arricchire i parenti. Guarda che razza di figura da fare il Cristo in terra! Un cazzo matto imbottito di carne da salsicce! Disse bene la serva dell'orefice quando lo vide in chiesa "Uhm! ci hanno fatto un gran brutto omaccione mal tagliato come Pontefice". 1 aprile 1829 | Kakšno papeško cvetko so ustvarili! Presneto! V primeri z njim se zdi Kakamež spoštovanja vreden Lepa priložnost za očete in matere, ki hočejo strašiti predrzne otroke! Povsod ima herpes, nima zob, je slep na eno oko, ko hodi, vleče noge, nagnjen na eno stran, in stavim, da ne bo imel časa obogatiti svojih sorodnikov. Poglejte, kakšno pokveko so izbrali, da bi naredili Kristusa na zemlji! Prismuknjen tepec, vreča, napolnjena s klobaso! Zlatarjeva dekla je posrečeno rekla ko ga je videla v cerkvi: »Mhm! Naredili so nam za papeža grdega, slabo ostriženega velikana.« 1. april 1829 (jutro po belem dimu) |

### Ocena
Zgodovinarji današnjega časa so zdaj, v času po risorgimentu ter temu sledečem iredentizmu, v nasprotju z liberalnim Bellijem in njegovimi sodobniki – naklonjeni temu »prehodnemu« – kratkotrajno vladajočemu papežu. 

#### Blag in mil
Lik Pija VIII. je bil blag in priljubljen, ter je užival ugled učenjaka, saj je bil še posebej izurjen v kanonskem pravu; gojil pa je izredno zanimanje za preučevanje in razlago svetega pisma, pa tudi za numizmatiko. Poleg tega je bil izredno vesten in odločen v boju zoper nepotizem. Tako je vsem svojcem po ustoličenju na papeški prestol ukazal, naj ostanejo na položajih, ki so jih že imeli.

#### Usmiljen in skrben
Zavračal je razkošje in baharijo. Svoje sorodnike je držal proč od Rima. Preproste in blage narave se je Pij modro spopadal z zapletenimi in protislovnimi političnimi razmerami svojega časa. 
Obsodil je zmote tajnih združb, vendar je bil usmiljen in prizanesljiv do prestopnikov med nemiri, ki so izbruhnili v petdesetih dneh izpraznjenega sedeža ter jih je pomilostil. Poskrbel je za zaposlitev delavcev in oskrbo mesta. 
Enako preudarnost je pokazal na mednarodni ravni. Sprejel je pariški julijski prevrat (1830) in priznal novo kraljevino Ludvika Filipa. Sprl se je samo s prusko vlado glede vprašanja mešanih zakonov; vendar je tudi v tem primeru znal poiskati ustrezno rešitev.

#### Podanašnjenje na Pijev način
Leta 1830 je Francija doživela nov prevrat in konec dinastije Bourboncev. Pij VIII., ki je v svoji politiki združeval trdnost načel s praktičnimi popuščanji, je vzpostavil odnose z novo francosko vlado in prosil škofe, naj vernike opominjajo k pokorščini ter k spodbujanju narodne sprave... Papež je bil prepričan, da se Cerkev mora sporazumeti z novo vladavino; pravzaprav je bila posledica prevrata 1830 zelo zmerna ustava.
Pij VIII. je upravljal Cerkev bolj s svojo voljo kot s svojimi vedno šibkejšimi telesnimi silami. Z zadovoljstvom je opazoval, kako ameriška Cerkev povečuje število svojih članov in se močno razvija v dotlej nezaslišanih razmerah svobode... Papež je pozorno spremljal njen razvoj in jo spodbujal v njenih težavah, neizogibnih v času hitre rasti.
Duh torej, s katerim je papeževal, je bila ponovna potrditev temeljnih cerkvenih načel, pri čemer ga je vodil njegov zmerni in spoštljivi značaj za reševanje perečih vprašanj in vzpostavitev skladnejšega odnosa z državami; s tem je dokazal, da je razumel znamenja svojega časa.

#### Učen, uravnovešen in tankovesten
Francesco Saverio Castiglioni – Pij VIII. – v kratkem času, ki mu je bil odmerjen, ni mogel pustiti globljih sledi. Tako kot Pij VII. je bil blag, učen, zmeren in tankovesten ...
Najhujšo nevarnost in znanilce novih viharjev je videl v vplivu prostozidarstva na učiteljsko in študentovsko mladino ter v razuzdanosti odraščajoče mladine. V njegovem času so dosegli angleški katoličani priznanje svojih pravic.
Navodilo kölnskemu nadškofu o mešanih zakonih (1830) določa, da lahko Cerkev posveti mešane zakone samo, če je obljubljena katoliška vzgoja otrok; v nasprotnem primeru sme župnik le nedejavno prisostvovati.

#### Zavračal je nepotizem
Najbolj ga hvalijo zgodovinarji zaradi doslednega odklanjanja nepotizma.
Ker je želel od sebe odvrniti celo senco nepotizma, je takoj po izvolitvi o tem obvestil svojce; hkrati pa jih je prosil, naj molijo zanj, in jim rekel, naj se s tem ne hvalijo in naj vsak od njih ostane tam in na položaju, na katerem ga je našlo njegovo povzdignjenje.
Za državnega tajnika je izbral spretnega diplomata kardinala Albanija, ki je bil v sorodu s Habsburžani. To je nedvomno koristilo Svetemu sedežu. Morda je bilo njegovo največje veselje, ko so v Angliji leta 1829 po zaslugi O'Connelovih tridesetletnih nezlomljivih bojev dobili katoličani enake pravice kot anglikanci; Irska pa je dosegla samostojnost. Zato imenujejo tega borca za človečanske pravice The Liberator (Osvoboditelj). K zmagi je pomagal tudi Pittov karizmatičen državniški čut; podobno kot njegov oče si je prizadeval za enakopravnost vseh državljanov ne glede na vero ali narodnost. 
Pij VIII. je veliko naredil tudi za zunanje misijone in za odpravo suženjstva, ki je še obstajalo, zlasti v južnih delih Amerike.